# 夜间经济
夜间经济是指当日下午6点到次日早上6点所发生的以居民、工作人群和游客为消费主体，以文化旅游、餐饮休闲、购物健身等服务业为主的商业经营活动。

## 興起原因
人们休闲的时间越来越多的在夜间。美国居民有60%以上的休闲活动发生在夜间。夜间消费场所也在不断提升档次。人們在夜间出差越來越多，而在夜间忙于各种工作应酬必不可少。许多人是夜猫子或者睡眠相位后移，需要夜晚的服务或娱乐，或更擅长在夜晚工作。

## 歷史

### 全球
20世纪70年代，英国经济学界提出了夜间经济的概念。自20世纪90年代起，夜间经济得到了飞速发展。英国于1995年提出打造“24小时城市”，正式将夜间经济纳入城市发展战略规划中。伦敦、纽约、巴黎、东京、阿姆斯特丹等30多个城市设立夜间市长、夜间首席执行官、夜生活办公室等行政职务或机构。其中，阿姆斯特丹成立由政府和夜间经营商家共同投资的非营利性公益机构夜间市长基金会，夜间市长受雇于该基金会。日本成立“24小时日本”。伦敦成立由各种政策专家和行业领袖组成的夜间工作委员会，帮助夜间市长拟定24小时发展规划。2015年，夜间经济为旧金山提供了60亿美元的营业额。2017年，英国夜间经济已经占到GDP的6%，成为英国第五大产业。2017年，伦敦市夜间经济收入达263亿英镑。2018年，纽约的夜间经济为纽约市经济发展贡献了约100亿美元。同年，首尔开办“夜猫子夜市”之后共计接待了近 430万人次，总销售额达到117亿韩元 。截至2022年，全球已有40多个城市发布过夜间经济相关促进政策，约有60个城市设立了夜间生活办公室。

### 中華人民共和國
1984年5月，广州设立中華人民共和國第一个灯光夜市——西湖路灯光夜市。2019年，国务院办公厅印发《关于加快发展流通促进商业消费的意见》，提出要活跃夜间商业和市场。随后，北京、上海、广州、天津、重庆、南京等城市相继出台促进夜间经济发展的相关举措。上海夜间商业销售额占白天的50%，重庆2/3以上的餐饮营业额是在夜间实现的，广州服务业产值有55%来源于夜间经济。同年，上海黄浦区任命了“夜间区长”和“夜生活首席执行官”，而上海當局出台了《关于上海推动夜间经济发展的指导意见》，表示要打造一批夜生活集聚区；9月7日晚上8点，湖南首个“夜间经济服务中心”——天心夜间经济服务中心正式启动运行；北京提出设立市、区、街（乡镇）三级夜间经济“掌灯人”制度。2022年，中共中央辦公廳、國務院辦公廳印發《“十四五”文化發展規劃》提出要發展夜間經濟。同年，北京发布《促进夜间经济繁荣发展的若干措施》。

### 香港
- 2023年香港夜繽紛

## 其他
夜间经济的发展离不开灯光。有些地方會以灯光秀促进夜间经济发展。